# Richtersveld Local Municipality
Richtersveld (englisch Richtersveld Local Municipality) ist eine Lokalgemeinde im Distrikt Namakwa der südafrikanischen Provinz Nordkap. Der Sitz der Gemeindeverwaltung befindet sich in Port Nolloth. Bürgermeister ist Arthur Jansen.
Die Gemeinde ist nach dem niederländischen Missionar Reverend W. Richter benannt, der eine Missionsstation in Koeboes eröffnet hatte. Zu den Sehenswürdigkeiten gehört die Kulturlandschaft Richtersveld.

## Städte und Orte
- Alexander Bay
- Eksteenfontein
- Kuboes
- Lekkersing
- Port Nolloth
- Richtersveld
- Sanddrift

## Bevölkerung
Im Jahr 2011 hatte die Gemeinde 11.982 Einwohner. Davon waren 76,6 % Coloured, 13,1 % schwarz und 8,5 % weiß. Gesprochen wurde zu 83,7 % Afrikaans, zu 5,9 % isiXhosa und zu 2,5 % Englisch.